# Welt-Meningitis-Tag

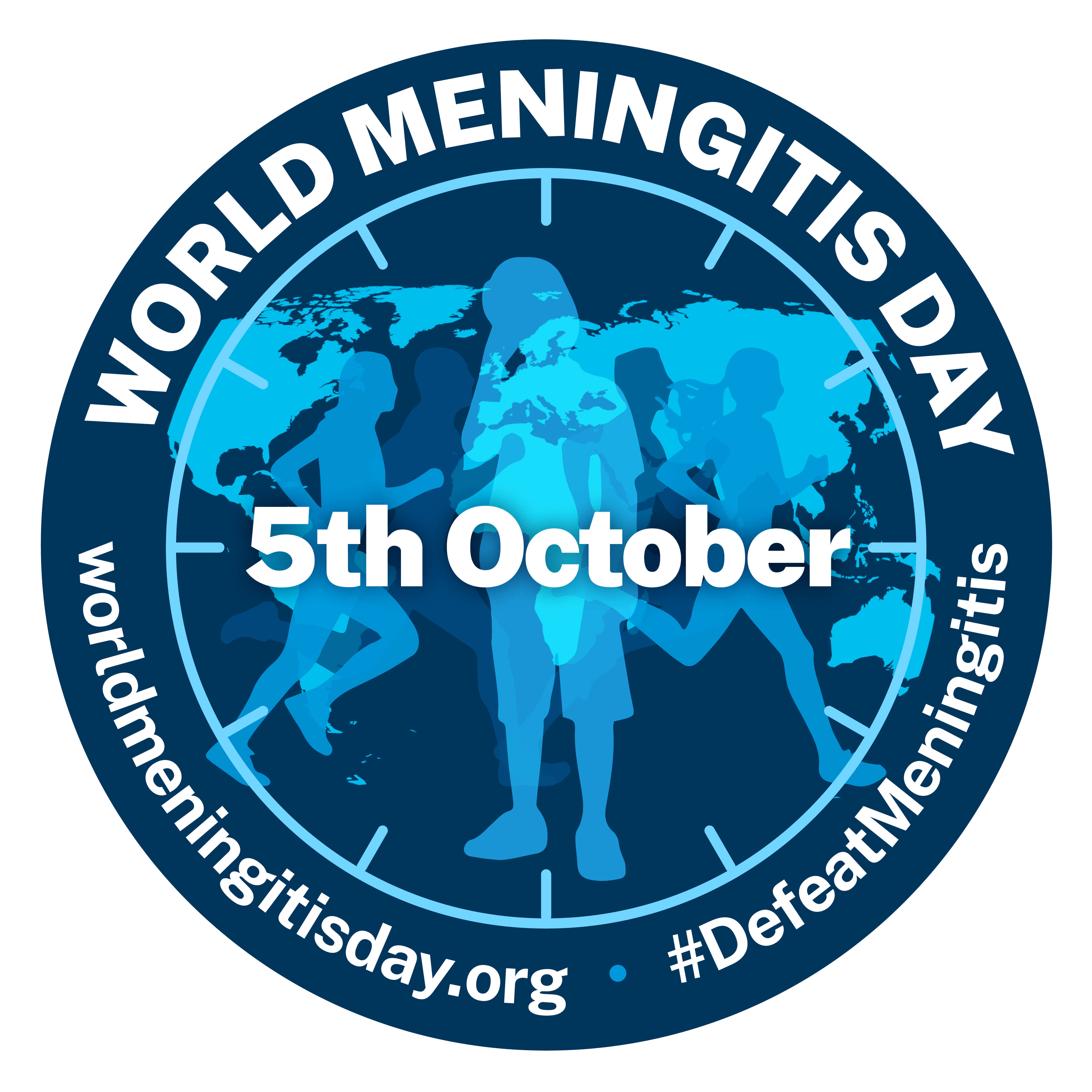
Logo

Der Welt-Meningitis-Tag ist ein jährlich veranstalteter internationaler medizinischer Aktionstag. Er wurde von der Confederation of Meningitis Organisations ins Leben gerufen, die 2021 Teil der Meningitis Research Foundation wurde. Seit 2009 kommt jedes Jahr eine globale Gemeinschaft von Menschen, die von Meningitis betroffen sind, zusammen, um den Welt-Meningitis-Tag zu begehen und seine Reichweite und Wirkung zu erweitern.

## Datum
Der Welt-Meningitis-Tag findet jedes Jahr am 5. Oktober statt.

## Ziel
Der Welt-Meningitis-Tag unterstützt den Globalen Fahrplan der Weltgesundheitsorganisation zur Beseitigung von Meningitis bis 2030.